# Towarzystwo Miłośników Ziemi Wodzisławskiej
Towarzystwo Miłośników Ziemi Wodzisławskiej – stowarzyszenie powstałe w 1966 r. działające na terenie Wodzisławia Śląskiego i powiatu wodzisławskiego skupiające w swoich szeregach osoby zainteresowane historią, kulturą i tradycją lokalną.
Jest najstarszą tego typu organizacją w powiecie wodzisławskim. Wydaje czasopismo „Herold Wodzisławski”. 
Siedziba TMZW znajduje się w Wodzisławiu Śląskim w prowadzonej przez stowarzyszenie „Galerii Art Wladislavia” na wodzisławskim rynku w kamienicy numer 20.

## Cele Towarzystwa
Do najważniejszych celów TMZW można zaliczyć:
- Ochrona, konserwacja i odbudowa zabytków i pomników przyrody
- Wydawanie i publikowanie materiałów informacyjnych oraz historycznych
- Inicjowanie i wspieranie poczynań zmierzających do podnoszenia oświaty, kultury i sportu, a także ochrony środowiska
- Integracja ludności i gmin powiatu wodzisławskiego
- Organizowanie imprez o charakterze historycznym, patriotycznym, państwowym, rekreacyjnym, sportowym i kulturalnym
- Działalność na rzecz rozwoju turystyki, krajoznawstwa, sportu, życia kulturalnego, gospodarczego
- Promocja ziemi wodzisławskiej
- Wsparcie i działalność na rzecz rozwoju wszystkich gmin powiatu wodzisławskiego

## Władze[2]

### Obecny zarząd
- Prezes: Piotr Hojka
- Sekretarz: Kazimierz Mroczek
- Skarbnik: Rafał Nicpoń
- Członek Zarządu: Maria Kopsztejn
- Członek Zarządu: Krzysztof Witosz

### Dotychczasowi prezesi TMZW
- Benedykt Kozielski (1966–1975)
- Eugeniusz Cholewik (1976–1978)
- Czesław Lech (1979–1980)
- Marian Dybała (1981–1983)
- Stanisław Robenek (1983–1989)
- Kazimierz Cichy (1990–2019)
- Piotr Hojka (od 2019)

stan na 3.10.2019

## Historia
Towarzystwo powstało w 1966 roku. Na przełomie lat 60. i 70. XX w. prowadziło izbę regionalną przekształconą z inicjatywy członków stowarzyszenia w Muzeum. Towarzystwo zajmowało się organizacją Dni Ziemi Wodzisławskiej i Dni Wodzisławia Śląskiego i było ich pomysłodawcą. Dzięki TMZW przeprowadzono również wykopaliska na Grodzisku w Lubomi. TMZW organizowało też Rajd po ziemi Gołęszyców i wyścig kolarski Wodzisław-Karvina-Wodzisław. 
W 1976 r. zmieniono nazwę na Towarzystwo Miłośników Wodzisławia Śląskiego. W roku 1994 powrócono do tradycyjnej nazwy. 
Od 1991 r. TMZW wydaje czasopismo „Herold Wodzisławski”, w którym publikowane są artykuły dotyczące spraw bieżących TMZW, wyniki badań historycznych i archeologicznych oraz inne artykuły popularnonaukowe głównie o treści historycznej. 16 stycznia 1990 r. zostało ponownie wpisane do rejestru stowarzyszeń tym razem przez Sąd Okręgowy w Katowicach. Zostało zarejestrowane ponownie tym razem w Krajowym Rejestrze Sądowym jako stowarzyszenie rejestrowe 30 kwietnia 2001 r. W 2016 r. obchodziło jubileusz 50-lecia istnienia.
Podczas swojej działalności TMZW przyczyniło się do powstania lub remontu wielu elementów małej architektury ziemi wodzisławskiej.
Ponadto podczas całej działalności TMZW zorganizowało niezliczoną ilość wystaw, konkursów, rajdów, spotkań, konferencji, inicjatyw. Przyczyniło się również do wydania wielu publikacji dotyczących ziemi wodzisławskiej, m.in. bezcennej dla historii ziemi wodzisławskiej Kroniki Franza Henkego.

## Działalność
W przeciągu ponad 50 lat istnienia TMZW rozwinęło szeroką działalność.  

### Baszta w Wodzisławiu Śląskim
Staraniem TMZW w 1991 r. wyremontowano będącą w ruinie Basztę Rycerską w Wodzisławiu Śląskim położoną na legendarnym Grodzisku.
Towarzystwo administrowało obiektem do pożaru i zniszczenia zabytku w 2004 r.

### Galeria Art-Wladislawia
TMZW posiada i administruje Galerią Art Wladislavia umiejscowioną w Wodzisławiu Śląskim pod adresem Rynek nr 20. W Galerii organizowane są wystawy i wernisaże i inne imprezy organizowane przez TMZW. Galeria jest również biurem i siedzibą Towarzystwa.

### Herold Wodzisławski
Od 1991 r. TMZW wydaje lokalne czasopismo Herold Wodzisławski. Biuletyn TMZW jest dostępny w wersji papierowej i elektronicznej. Jest to czasopismo poświęcone sprawom lokalnym, głównie historii miasta i ziemi wodzisławskiej. Dotychczas ukazało się ponad 60 numerów Herolda, w którym opublikowano kilkaset artykułów dotyczących regionu.

### Karczma regionalna Konstancja
TMZW posiadało i administrowało karczmą regionalną Konstancja, która mieściła się w parku miejskim, pomiędzy Pałacem Dietrichsteinów a PKS i MZK. Karczma istniała od pierwszej połowy lat 90. do roku 2005. Później na krótki czas powstała tam pizzeria. Obecnie w tym miejscu znajduje się Mały Rynek. Karczma zawdzięczała swą nazwę księżnej Konstancji wodzisławskiej. Obecnie nieczynna.

## Wybrane wydawnictwa
TMZW wydało lub było inicjatorem wydania wielu publikacji. Do najważniejszych z nich można zaliczyć:
- Cichy Kazimierz: Wodzisław Śląski. Nasze Miasto, Rybnik 2003
- Cichy Kazimierz: Krajobrazy Ziemi Wodzisławskiej, Rybnik 2005
- Henke Franz: Kronika czyli Opis topograficzno-historyczno-statystyczny miasta i wolnego mniejszego państwa stanowego Wodzisław na Górnym Śląsku, Wodzisław Śląski 2003
- Małecki Marian: Konstancja księżna wodzisławska i jej księstwo, Wodzisław Śląski 1997
- Mroczek Kazimierz: Dzieje wodzisławskich Żydów, Wodzisław Śląski 2002

## Nagrody
Działacze TMZW wielokrotnie otrzymywali powiatowe bądź gminne nagrody kulturalne. Samo TMZW ustanowiło również medal odznakę „Zasłużony dla Wodzisławia Śląskiego”.
W 2021 r. Towarzystwo zostało uhonorowane przez Sejmik Województwa Śląskiego Złotą Odznaką Honorową za Zasługi dla Województwa Śląskiego.
Prezesem Honorowym TMZW jest Kazimierz Cichy.